# الألقاب الملكية الأكدية

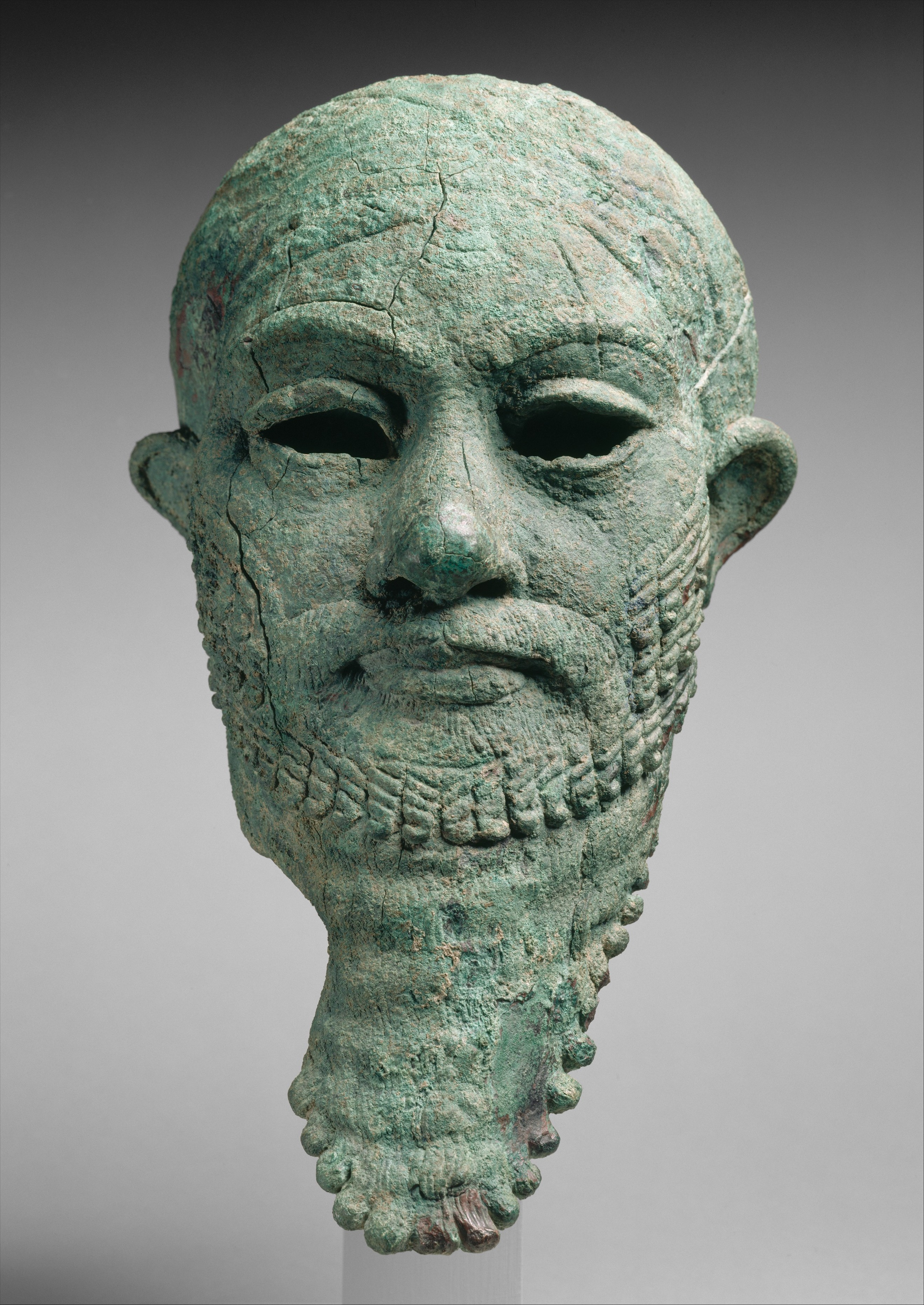
رأس حاكم من بلاد ما بين النهرين أو إيران القديمة، 2300-2000 قبل الميلاد، محفوظ في متحف متروبوليتان للفنون، نيويورك.

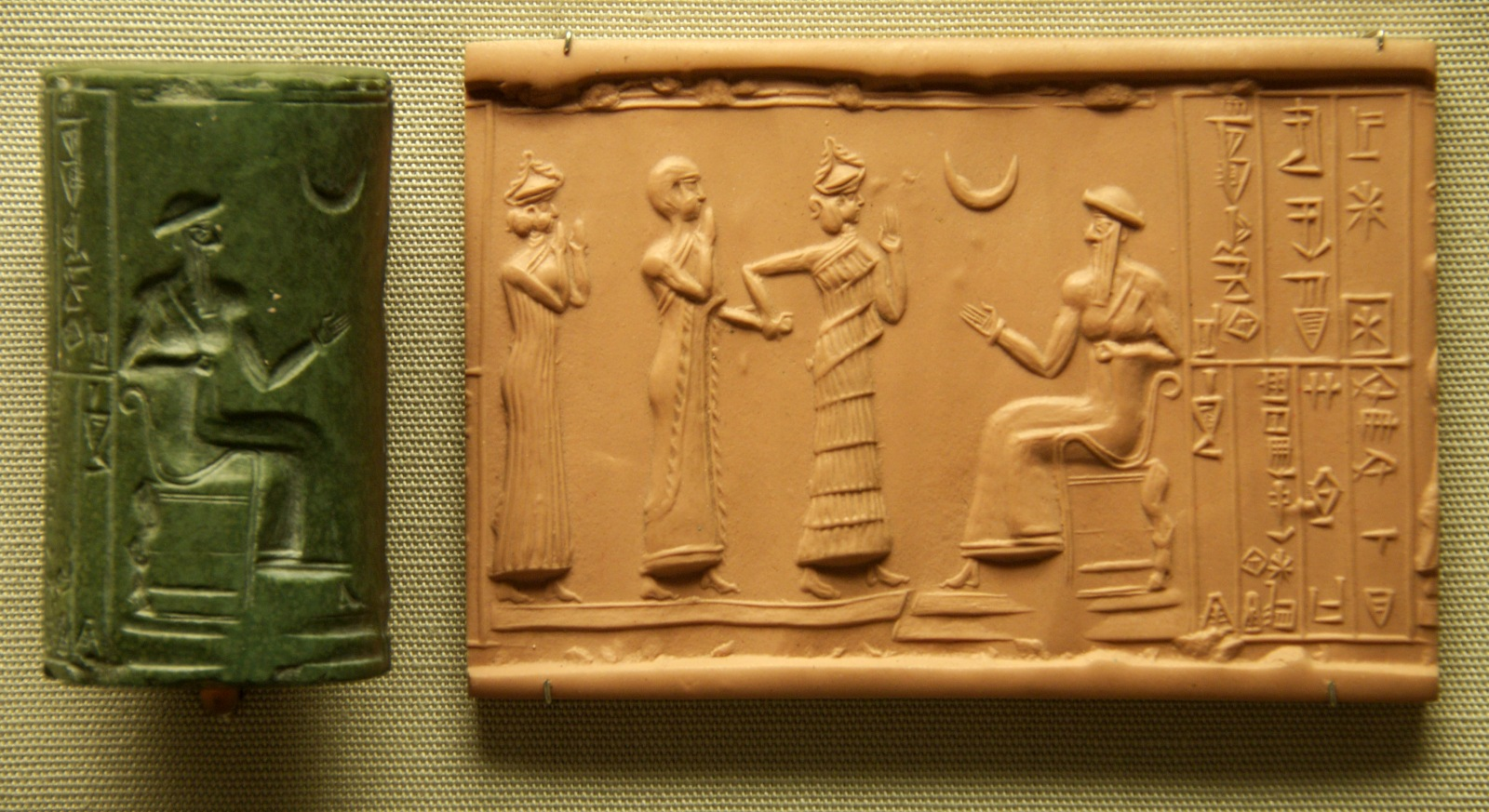
ختم الملك السومري الحديث أور نمو في المتحف البريطاني. يُظهر النقش لقب أور نمو: "أور نمو، الرجل القوي، ملك أور ".

تشير الألقاب الملكية الأكادية أو الرافدينية إلى الألقاب والنعوت الملكية (وأسلوب تقديمها) التي اتخذها ملوك بلاد ما بين النهرين القديمة من العصر الأكاديّ حتى سقوط الإمبراطورية البابلية الحديثة (حوالي 2334 إلى 539 قبل الميلاد)، مع استخدام محدود في أواخر العصرين الأخميني والسلوقي. اختلفت الألقاب وترتيب تقديمها من ملك إلى آخر، ويعود التشابه بين الملوك عادةً إلى اختيار الملك الصريح للتحالف مع سلفه. بعض الألقاب، مثل الأكادية šar kibrāt erbetti ("ملك أركان العالم الأربعة") و šar kiššatim ("ملك الكون") والنيو سومري šar māt Šumeri u Akkadi ("ملك سومر وأكاد") ستظل قيد الاستخدام لأكثر من ألف عام عبر العديد من الإمبراطوريات المختلفة والبعض الآخر استخدمه ملك واحد فقط.
في مملكتي آشور وبابل الناطقتين بالأكادية، تطورت أنماط مميزة من الألقاب الأكادية، محتفظةً بألقاب وعناصر من الملوك السابقين، مع تطبيق تقاليد ملكية جديدة. في الألقاب الملكية الآشورية ، كان التركيز عادةً على قوة الملك ونفوذه، بينما ركزت الألقاب الملكية البابلية على دوره الوقائي وتقواه. غالبًا ما استخدم الملوك الذين حكموا كلاً من آشور وبابل (مثل بعض ملوك العصر الآشوري الحديث ) ألقابًا "هجينة" تجمع بين جوانب كليهما. كما سُجلت هذه الألقاب الهجينة للأمثلة الوحيدة المعروفة للألقاب الأكادية بعد سقوط الإمبراطورية البابلية الحديثة، والتي استخدمها كورش الكبير (حكم 559-530 قبل الميلاد) حاكم الإمبراطورية الأخمينية، وأنطيوخس الأول (حكم 281-261 قبل الميلاد) حاكم الإمبراطورية السلوقية، واللذان أدخلا أيضًا بعض جوانب أيديولوجياتهما الملكية الخاصة.

## تاريخ
تختلف الألقاب الملكية في بلاد ما بين النهرين في محتواها وألقابها وترتيبها باختلاف الحاكم والسلالة ومدة حكم الملك. وعادةً ما تعكس أنماط ترتيب الألقاب واختيارها ملوكًا معينين، مما يعني أيضًا أن الحكام اللاحقين الذين حاولوا محاكاة ملك عظيم سابق غالبًا ما كانوا ينسجمون مع أسلافهم العظماء من خلال الألقاب والألقاب والترتيب المختار. لذا، تُعدّ النقوش الملكية المكتوبة باللغة الأكادية مصادر مهمة لفهم الفكر الملكي لأي ملك، وفي استكشاف العوامل الاجتماعية والثقافية خلال عهود الملوك.  

### الأصول

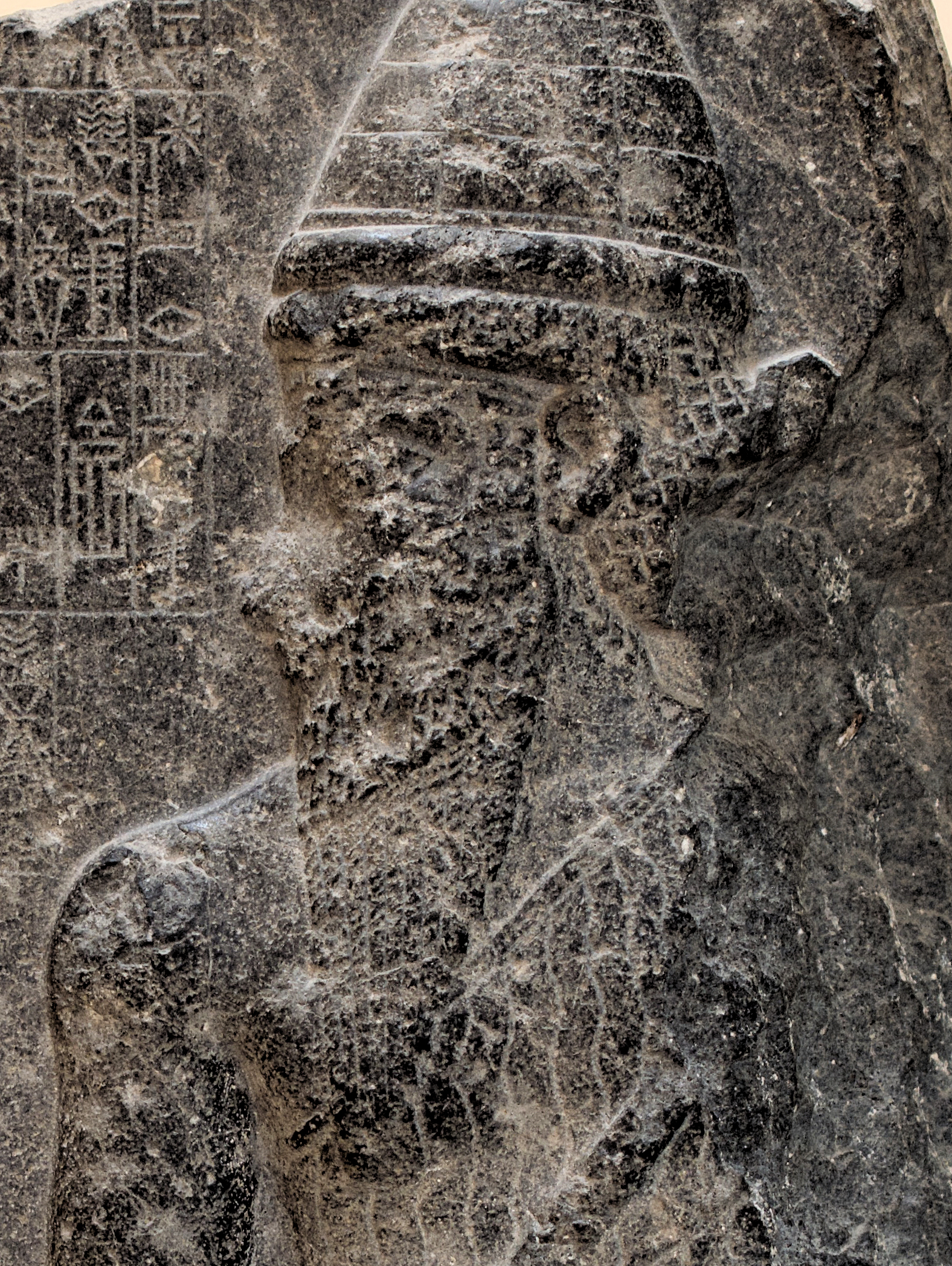
نقش بارز لصورة نارام سين الأكادي. وُصف نارام سين، الذي حكم بين عامي 2254 و2218 قبل الميلاد، بأنه أول "مُبتكر" عظيم للألقاب الملكية في بلاد ما بين النهرين. النقش البارز محفوظ اليوم في متحف إسطنبول للآثار.

على الرغم من وجود ملوك (وبالتالي ألقاب ملكية بالطبع) في بلاد ما بين النهرين منذ عصور ما قبل التاريخ، إلا أن أول "مبتكر" عظيم للألقاب الملكية كان نارام سين الأكادي (حكم من 2254 إلى 2218 قبل الميلاد)، حفيد سرجون الأكادي والحاكم الرابع للإمبراطورية الأكادية. قدم نارام سين فكرة الملكية في الزوايا الأربع (مثل المناطق الأربع المأهولة بالسكان في الأرض) بلقب " ملك الزوايا الأربع للعالم "، ربما من الناحية الجغرافية معبرًا عن سيطرته على مناطق عيلام وسوبارتو وأمورو وأكاد (التي تمثل الشرق والشمال والغرب والجنوب على التوالي). من المحتمل أن يكون نارام سين قد استوحى اللقب بعد غزوه لمدينة إيبلا، حيث كانت التقسيمات الرباعية للعالم والكون أجزاء بارزة في أيديولوجية المدينة ومعتقداتها. كان نارام سين أيضًا أول ملك يدّعي الألوهية في حياته. مع أن والده مانيشتوشو وجده سرجون كانا يُعتبران إلهين، إلا أنهما لم يُؤلها إلا بعد وفاتهما. ولعلّ اعتماد لقب "إله أكاد" يعود إلى انتصار نارام سين الكبير على ثورة واسعة النطاق ضد حكمه. وكان نارام سين أيضًا أول حاكم في بلاد ما بين النهرين يتبنى لقب " دانوم " ("العظيم").
كان لقب "šar kiššatim" مرتبطًا ارتباطًا وثيقًا بالحكام الأكاديين. والترجمة الحرفية لهذا اللقب هي "ملك كيش"، حيث كانت كيش واحدة من أعرق المدن السومرية، وكثيرًا ما كانت تُعتبر في العصور التي سبقت الإمبراطورية الأكادية ذات سيادة على المدن الأخرى في المنطقة. كان استخدام هذا اللقب، الذي لم يقتصر على الملوك الذين كانوا يمتلكون المدينة نفسها، يعني أن الحاكم كان باني مدن، منتصرًا في الحرب، وقاضيًا عادلًا.  وبحلول عهد سرجون الأكادي، كان "ملك كيش" يعني حاكمًا مُفوضًا إلهيًا يتمتع بحق الحكم على جميع أنحاء سومر، وربما بدأ يشير إلى نوع من الحكم العالمي بالفعل في القرون التي سبقت صعود سرجون إلى السلطة.  ومن خلال استخدامه من قبل سرجون الأكادي وخلفائه، تغير معنى اللقب من "ملك كيش" إلى "ملك الكون" الأكثر تفاخرًا، وهو ما فسره الحكام اللاحقون لأكثر من ألف عام. 
بعد سقوط أكاد، أُدخلت ألقاب أخرى من قِبل ملوك سلالة أور الثالثة . جمع مؤسس هذه السلالة، أور نمو (حكم من 2112 إلى 2095 قبل الميلاد)، لقب "ملك أكاد" مع لقب " ملك سومر " التقليدي في محاولة لتوحيد شمال وجنوب بلاد ما بين النهرين تحت حكمه، مُنشئًا لقب " ملك سومر وأكاد ". على الرغم من أن ملوك أكاد استخدموا لقبي "ملك أكاد" و"ملك سومر"، إلا أن الجمع بينهما كان جديدًا. حتى خلال فترة حكمه، عارض سرجون الأكادي صراحةً ربط سومر وأكاد. كانت هناك سابقة محلية في بلاد ما بين النهرين للألقاب المزدوجة من هذا النوع، في أوائل عصر الأسرة الثالثة ( ق. 2900خلال الفترة ق.م)، استخدم بعض الملوك ألقابًا مزدوجة، مثل "سيد سومر وملك الأمة" و"ملك أوروك وملك أور ". كانت هذه الألقاب فريدة من نوعها لحكامها، ولم تظهر مجددًا، وتكررت كلمة "ملك" عند ذكر الملكية الثانية. اعترف كهنة نيبور بأور نمو، وتُوّج ملكًا على الأرضين المحيطتين بنيبور "يمينًا ويسارًا".  كان الملك الرابع من سلالة أور الثالثة، أمار سين (حكم 2046-2038 ق.م)، أول حاكم يُدخل لقب "شارو دانو " ("الملك الجبار")، ليحل محل لقب " دانوم " السابق. 
عندما انهارت سلالة أور الثالثة، واستعادت مدنها التابعة استقلالها السياسي، غالبًا ما تخلت المدن التابعة سابقًا عن ولائها لأور ضمنيًا. ولأن حاكم أور كان مُؤلَّهًا، وبالتالي إلهًا من الناحية الفنية، أُطلقت ألقاب حاكمة مثل "شار" ("ملك") على الآلهة الرئيسية للمدن. ونتيجةً لذلك، أصبحت ألقابٌ تابعةٌ سابقًا مثل "شاكاناكي" و "إيشاك" (كلاهما يعني "حاكم") ألقابًا حاكمةً ذات سيادة.

### الألقاب الآشورية والبابلية

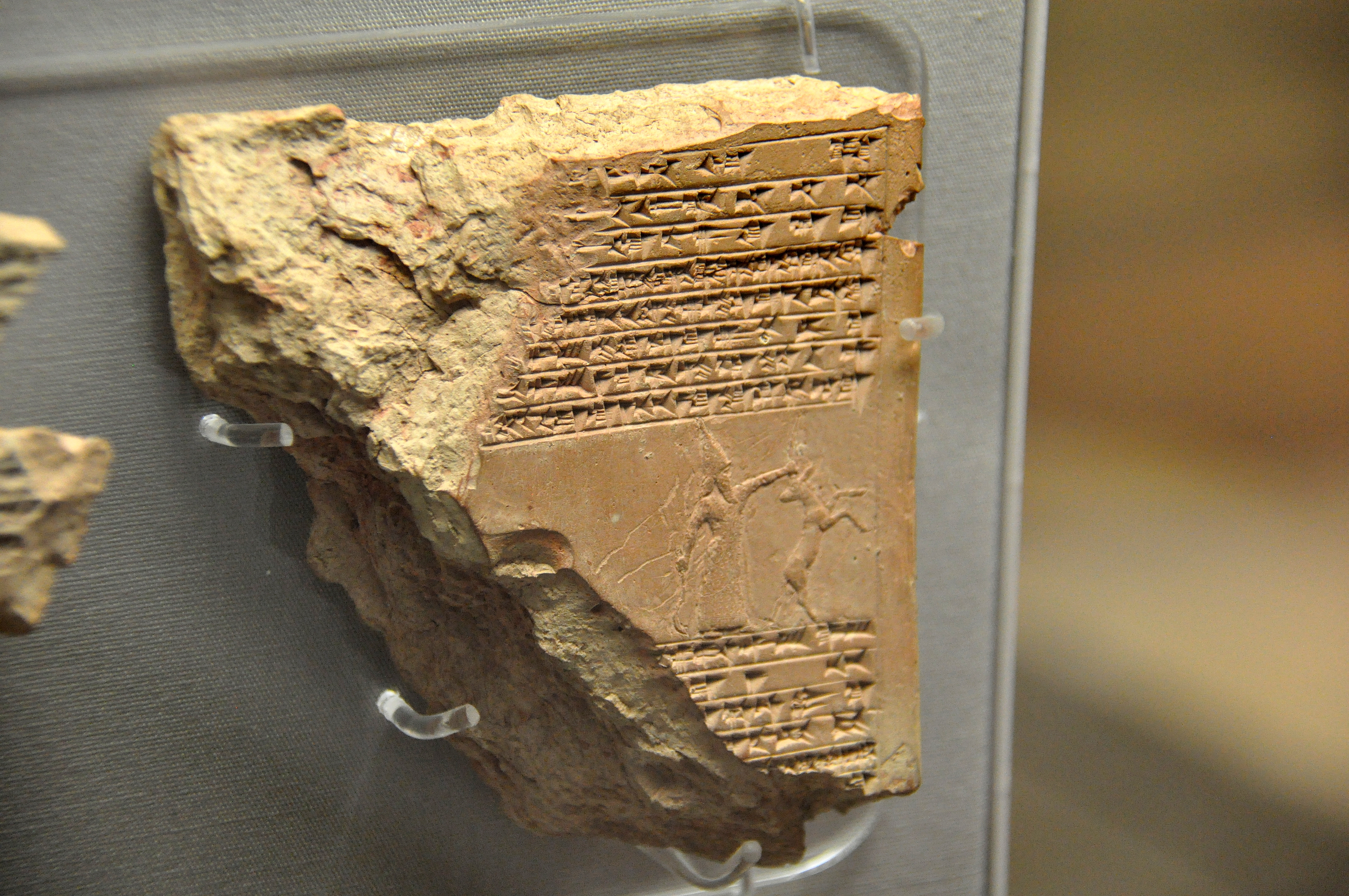
نص وختم لشمش-شوم-أوكيم ، أحد ملوك بابل الآشوريين الجدد، يُصوّر الملك وهو يقاتل ظبيًا من فصيلة المها. محفوظ الآن في المتحف البريطاني.

على مر القرون التي تلت سقوط سلالة أور الثالثة، كانت الممالك الرئيسية التي نشأت في بلاد ما بين النهرين هي آشور في الشمال وبابل في الجنوب. ظل ملوك آشور يحملون لقب "إشياك" حتى عهد الملك آشور أوباليط الأول من العصر الآشوري الوسيط في القرن الرابع عشر قبل الميلاد، والذي أعاد استخدام لقب "شار" للدلالة على دوره كملك مطلق.
عادةً ما تُمجّد النقوش الملكية الآشورية قوة الملك ونفوذه، بينما تُركّز النقوش الملكية البابلية على دوره الوقائي وتقواه.  كما تُؤكّد الألقاب الآشورية على نسب الملك الملكي، وهو ما لا تُؤكّده الألقاب البابلية، وتُبرز صفاته الأخلاقية والجسدية مع التقليل من دوره في النظام القضائي. تتفاوت الألقاب الآشورية المتعلقة بالنسب الملكي في مدى امتدادها، وغالبًا ما تُناقش النسب ببساطة من حيث "ابن ..." أو "أخ ...". تُظهر بعض الحالات نسبًا يعود إلى ما هو أبعد من ذلك بكثير، حيث يصف شمش شوما أوكين (حكم من 667 إلى 648 قبل الميلاد) نفسه بأنه "من نسل سرجون الثاني "، جدّه الأكبر. على نحو أكثر تطرفًا، يصف أسرحدون (حكم من 681 إلى 669 قبل الميلاد) نفسه بأنه "من نسل البذرة الأبدية لبل باني "، وهو الملك الذي عاش قبله بأكثر من ألف عام.
غالبًا ما كانت الألقاب الملكية الآشورية تتغير تبعًا لمكان عرضها، فكانت ألقاب الملك الآشوري نفسه تختلف في موطنه آشور وفي المناطق المحتلة. استخدم ملوك الآشوريين الجدد الذين سيطروا على مدينة بابل ألقابًا "هجينة" في الجنوب، تجمع بين جوانب من التقاليد الآشورية والبابلية، على غرار الطريقة التي رُوّج بها للآلهة البابلية التقليدية في الجنوب إلى جانب الإله الآشوري الرئيسي آشور. ساهم تولي الملوك الآشوريين للعديد من الألقاب الجنوبية التقليدية، بما في ذلك لقب "ملك سومر وأكاد" القديم، في إضفاء الشرعية على حكمهم وتأكيد سيطرتهم على بابل وبلاد ما بين النهرين السفلى.  تشير ألقاب مثل "المختار من قبل الإله مردوخ والإلهة ساربانيت " و"المفضل لدى الإله آشور والإلهة موليسو "، والتي افترضها أسرحدون، إلى أنه كان آشوريًا (آشور وموليسو، الزوج الرئيسي من الآلهة الآشورية) وحاكمًا شرعيًا على بابل (مردوخ وساربانيت، الزوج الرئيسي من الآلهة البابلية). 
معظم ألقاب الآشورية الحديثة التي تدل على قوة الملك، مثل " الملك العظيم " و"الملك الجبار"، وحتى لقب " ملك الكون " القديم، وهو لقب يعود إلى العصر الأكاديّ، لم تنتقل إلى الإمبراطورية البابلية الحديثة اللاحقة، باستثناء حالتين. استخدم مؤسس الإمبراطورية البابلية الحديثة، نبوبولاصر (حكم 625-605 قبل الميلاد)، بعض هذه الألقاب (وأبرزها "الملك الجبار") في نقوشه المبكرة، ربما لأن عائلته كانت في الأصل مسؤولين رفيعي المستوى لدى الآشوريين (وهي حقيقة حرص على إخفائها). أما الحاكم الأخير للإمبراطورية البابلية الحديثة، نبونيد (حكم 556-539 قبل الميلاد)، فقد استخدم جميع الألقاب الآشورية الثلاثة في النقوش في أواخر عهده، منحازًا عمدًا إلى ملوك الآشوريين الجدد، ربما ليطالب بإمبراطورية عالمية كما في النموذج الآشوري.

### الاستخدام الأخميني والسلوقي

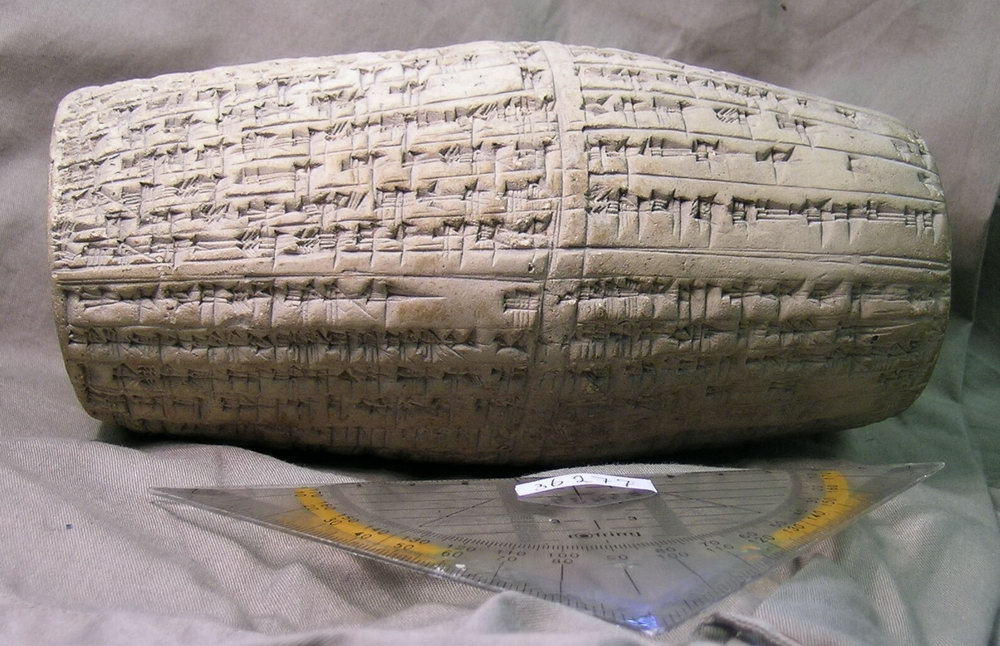
تحتوي أسطوانة أنطيوخس، التي تعود لأنطيوخس الأول، أحد ملوك الإمبراطورية السلوقية، على آخر مثال معروف لعنوان ملكي مكتوب باللغة الأكادية. تُعرض الأسطوانة اليوم في المتحف البريطاني.

في أسطوانة كورش، اتخذ كورش الكبير، ملك الإمبراطورية الأخمينية، العديد من الألقاب الأصلية لبلاد الرافدين بعد غزوه لبابل عام 539 قبل الميلاد. وكما هو الحال في نقوش نابونيدوس المتأخرة، فإن أسطوانة كورش تتوافق مع الألقاب الملكية الآشورية التقليدية أكثر من البابلية. عندما غزا الملوك الآشوريون بابل، أطلقوا على أنفسهم لقبي ملوك بابل وآشور. ولأنهم لم يكونوا حكامًا بابليين شرعيين من الناحية النظرية، إذ لم يولدوا على العرش البابلي، فقد أكدوا على شرعيتهم باشتقاق ملكيتهم من كونهم كانوا يحملون مكانة ملكية قبل غزو بابل. يفعل كورش الشيء نفسه تقريبًا في أسطوانة كورش، مؤكدًا أن والده وجده كانا "ملوك أنشان " وأن كورش كان "وريثًا لسلالة ملكية أبدية".
اسطوانة انطيوخس، التي تصف كيف انطيوخس الأول (حكم من 281 إلى 261 قبل الميلاد) من الإمبراطورية السلوقية أعاد بناء معبد إيزيدا في مدينة بورسيبا، هي واحدة من آخر الوثائق المعروفة المكتوبة باللغة الأكادية، منفصلة عن اسطوانة كورش السابقة بحوالي 300 عام. تحتوي هذه الاسطوانة أيضًا على آخر مثال معروف للقب ملكي باللغة الأكادية، والذي تم تطبيقه على انطيوخس نفسه. وهو مصدر مهم للتقديم الذاتي لملوك السلوقيين والعلاقات بين حكام السلوقيين وسكان بابل (تقع بالقرب من العاصمة السلوقية التي تأسست حديثًا سلوقية ). يجمع نص الاسطوانة ككل ويعيد تشكيل عناصر من التقاليد البابلية والآشورية للألقاب الملكية، وأحيانًا ينكسر مع التقاليد لتقديم جوانب من الأيديولوجية الملكية السلوقية.
على الرغم من أن لقب أنطيوخس الأول المستخدم في الأسطوانة قد تم تفسيره في الماضي على أنه بابلي تقليدي للغاية في تكوينه، وخاصة بالمقارنة مع لقب نبوخذ نصر الثاني (حكم من 605 إلى 562 قبل الميلاد) من الإمبراطورية البابلية الحديثة، إلا أن اثنين فقط من الألقاب في اسطوانة أنطيوخس يتماشى بالفعل مع الألقاب المستخدمة باستمرار من قبل ملوك بابل الحديثة (وهما "ملك بابل" و "مزود إيساكيلا وإيزيدا". الألقاب الأخرى في الأسطوانة، بما في ذلك "الملك العظيم" و "الملك الجبار" و "ملك الكون" هي أكثر تميزًا لملوك الآشوريين الجدد.
من بين ألقاب جميع الملوك السابقين، يُشبه لقب أنطيوخس لقب نابونيدوس في ترتيبه، وإن لم يكن متطابقًا، إذ يجمع ألقاب أنطيوخس بين الألقاب الآشورية والبابلية والفارسية. ومن المُحتمل، نظرًا للفاصل الزمني الطويل الذي يفصل أسطوانة أنطيوخس عن آخر مثال معروف سابق (أسطوانة كورش)، وبساطة وقصر أسطوانة الألقاب، أنها تمزج بين التقاليد والأفكار نظرًا لقلة المصادر التي كان الكاتب سيتعامل معها، إلا أن الألقاب الملكية كانت تُكتب عادةً بعناية ودقة بالغتين. ومن المُحتمل أن هذا المزيج قد اختير ليعكس تحديدًا مفهومًا سلوقيًا أشمل للملكية، حيث تُناسب ألقاب آشورية مثل "الملك الجبار" و"الملك العظيم" مفهوم الملك المحارب الذي استخدمه السلوقيون في بقية إمبراطوريتهم. ربما كان تعميم ألقاب مثل "ملك الكون" جذابًا ببساطة لعدم وجود تحديد جغرافي، ولأن الملك لن يضطر لحصر مملكته لتشمل بابل أو بلاد ما بين النهرين فقط (وهو ما كان سينتج عن لقب مثل "ملك سومر وأكاد").  وعلى غرار تأكيد كورش الكبير على أن نسبه ملكي رغم أنه لم يولد على العرش البابلي، فإن لقب أنطيوخس يتضمن معلومات تفيد بأنه ابن ووريث سلوقس الأول نيكاتور (أول ملوك السلوقيين، حكم 305-281 قبل الميلاد)، الذي يُشار إليه باسم "المقدوني"، مما يربطه بملكية الإسكندر الأكبر وسلالته، ويمنح أنطيوخس مزيدًا من الشرعية. 

## أمثلة على العناوين

### الألقاب التي تركز على شخص الملك
ألقاب وصفية شبيهة بالألقاب، وهي ألقاب تُركّز على شخص الملك. تُشكّل الألقاب والألقاب المتعلقة بشخصية الملك ومكانته حوالي ٢٤.٩٪ من ألقاب العصر الآشوري الحديث.
| الترجمة الإنجليزية للعنوان             | العنوان باللغة الأكادية                    | ملحوظات |
| -------------------------------------- | ------------------------------------------ | --- |
| الملك العظيم                           | šarru rabû                                 | لقب شعبي يشير إلى أن الملك قوي بما يكفي لكسب احترام خصومه، ويُستخدم بشكل متكرر في الدبلوماسية مع الدول الأخرى. أمثلة للمستخدمين: سرجون الثاني، أسرحدون |
| الملك الذي ليس له مثيل في كل البلاد    | Sharru ša ina kullat mātāti maḫiri la ishû | تم تسجيله فقط لأسرحدون (حكم 681-669 قبل الميلاد) وآشور بانيبال (حكم 669-631 قبل الميلاد). أمثلة للمستخدمين: أسرحدون، آشور بانيبال                     |
| الملك القوي بدلا من ذلك "الملك العظيم" | šarru dannu                                | لقب شائع، وخاصة في آشور . أمثلة للمستخدمين: سرجون الثاني، أسرحدون                                                                                     |

### عناوين تركز على علاقة الملك بالعالم
ألقاب تصف المنطقة الخاضعة لسيطرة الملك. تُمثل الألقاب والصفات المرتبطة بالمكانة الدنيوية للملك حوالي 35.8% من ألقاب العصر الآشوري الحديث.

### عناوين تركز على علاقة الملك بالإله
الألقاب التي تصف مكانة الملك بالنسبة لآلهة ديانة بلاد ما بين النهرين القديمة. وتمثل الألقاب والصفات المرتبطة بمكانة الملك الإلهية حوالي 38.8% من ألقاب العصر الآشوري الحديث. 

## الألقاب

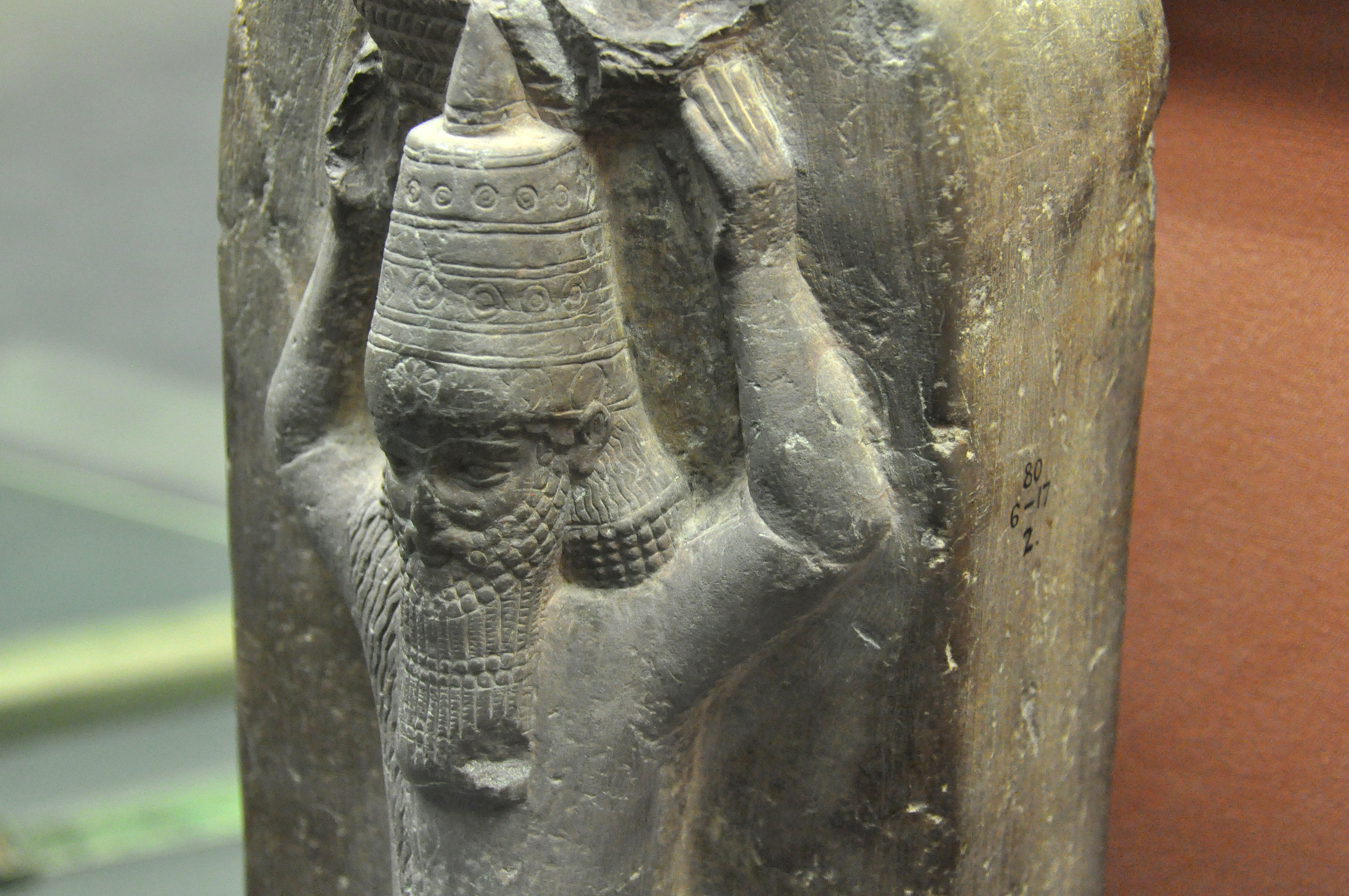
تفصيلٌ لنصبٍ حجريٍّ لآشور بانيبال ملك آشور حاملاً للسلال. لم يُبدِ الملوك سوى شعورهم بالدونية والتواضع أمام الآلهة، وكثيراً ما استخدموا ألقاباً لوصف أنفسهم بأنهم "مُعيلون" للآلهة. يُعرض حالياً في المتحف البريطاني.

كانت الألقاب الملكية تُستخدم عادةً لإبراز صفات ملك معين، وكان لدى العديد من الحكام بعض الألقاب الفريدة على الأقل. ومن السمات المميزة للألقاب البابلية التركيز على سمات الخير والإكراه التي يتسم بها أي ملك، مع الإشارة إلى العنف بشكل محدود. وكثيرًا ما استخدم حكام العصر الآشوري الحديث، بمن فيهم آشور بانيبال وأسرحدون وشمش-شوما-أوكين، لقب "ري'و كينو " (بمعنى "الراعي الصالح") لتوضيح الإحسان الملكي. كما تُعدّ الحكمة والكفاءة من النقاط المحورية الشائعة، فعلى سبيل المثال، يُشار إلى أسرحدون باسم "إيتبيشو حاسيس كال شيبري" (بمعنى "الشخص الكفؤ الذي يعرف كل حرفة").
العديد من الألقاب ذات طابع ديني، وعادةً ما تُركز على الملك بصفته "مُعيلًا" ( زانين ) للآلهة، والمُعيل هنا يعني أن الملك يُؤدي واجبه في توفير الغذاء اللازم للآلهة والحفاظ على معابدهم في حالة جيدة. بالنظر إلى الطبيعة المُتباهية لألقاب أسرحدون، قد يبدو لقبه "كانشو" ("خاضع") غريبًا، وكذلك لقبه "شارو شاختو" ("الملك المتواضع")، لكن هذه الألقاب تُشير إلى التواضع والدونية تجاه الآلهة، وهو ما كان مُناسبًا لها. لم يكن الملك الآشوري ليُقرّ أبدًا بالدونية في العالم الأرضي.
غالبًا ما توضح الألقاب أيضًا الملك على أنه مختار للحكم من قبل الآلهة، والكلمات المختارة عادةً هي migru ("المفضل") و/أو nibītu ("المعين"). يشير شاماش شوما أوكين إلى نفسه باسم migir Enlil Šamaš u Marduk ("المفضل لدى إنليل وشمش ومردوخ") ويشير أسرحدون إلى نفسه باسم nibīt Marduk Ṣarpanītu ("المعين من قبل مردوخ (و) ساربانيت"). إن تحديد الملك الآشوري على أنه اختيار الآلهة كان من شأنه أن يضفي شرعية أكبر على حكمه.  يُعبر أحيانًا عن الملك المحترم للإلهي بكلمات مثل palāḫu ("الخوف") أو takālu ("الثقة في"). يحمل آشور بانيبال لقب rubû pāliḫšu/ša ("الأمير الذي يخافه/تخافها"). يمكن للألقاب الدينية أيضًا أن تُشير إلى تقوى الملك من خلال أفعاله، مُركزةً عادةً على البناء (غالبًا ما يستخدم كلمة epēšu ، أي "بناء" أو "صنع"). يُشير شاماش-شوما-أوكين إلى نفسه باسم ēpiš Esagila ("الذي أعاد بناء Esagila")، في إشارة إلى معبد كبير في بابل.
من المواضيع الشائعة الأخرى للألقاب علاقة الملك بشعبه. أسرحدون مثالٌ آخر، إذ يُشير إلى نفسه بـ " مِحْصَنِ الْأَسْوَاقِ، وَالْمَحْصَادِ الْوَافِعِ، وَالْحَمْلِ الْوَافِر" (نيسابا أوشاشو إينا ماتي).
غالبًا ما تُبرز الألقاب الآشورية الملك كقائد عسكري، وتربط الحرب بالإله كجزء من فكرة الحكم العالمي. ومن الألقاب الشائعة: "منحني الإله آشور القدرة على تدمير المدن وتوسيع الأراضي الآشورية".

## أمثلة على الألقاب الملكية
اللقب الآشوري القديم: آشور نيراري الأول
في أحد نقوشه، يستخدم آشور نيراري الأول، الذي حكم من عام 1529 إلى 1503 قبل الميلاد، الألقاب التالية  :
 
اللقب الآشوري الأوسط: توكولتي-نينورتا الأول
في أحد نقوشه، يستخدم توكولتي نينورتا الأول، الذي حكم من عام 1233 إلى 1197 قبل الميلاد، الألقاب التالية  :
| « | King of the Universe, the mighty king, the king of Assyria, favorite of Assur, priest of Assur, rightful ruler, beloved of Ishtar, who subjected the Kuti to their farthest border; son of Shalmaneser, priest of Assur, grandson of Adad-nirari, priest of Assur. | » |

عنوان الكاسيت: كوريغالزو
في أحد نقوشه، الملك الكيشي كوريجالزو (كان هناك ملكان بهذا الاسم؛ كوريجالزو الأول وكوريجالزو الثاني ، ومن غير الواضح أيهما استخدم هذه الألقاب)  :
| « | Great king, mighty king, king of the Universe, favorite of Anu and Enlil, nominated (for kingship) by the lord of the gods am I! King who has no equal among all the kings his ancestors, son of Kadashman-Harbe, unrivalled king ... | » |

اللقب الآشوري الحديث: أسرحدون
في أحد نقوشه، يستخدم أسرحدون، الذي حكم من 681 إلى 669 قبل الميلاد، الألقاب التالية  :
| « | The great king, the mighty king, king of the Universe, king of Assyria, viceroy of Babylon, king of Sumer and Akkad, son of Sennacherib, the great king, the mighty king, king of Assyria, grandson of Sargon, the great king, the mighty king, king of Assyria; who under the protection of Assur, Sin, Shamash, Nabu, Marduk, Ishtar of Nineveh, Ishtar of Arbela, the great gods, his lords, made his way from the rising to the setting sun, having no rival. | » |

لقب بابلي جديد: نبوخذ نصر الثاني
الألقاب المحفوظة في بابل لنبوخذ نصر الثاني، الذي حكم من 605 إلى 562 قبل الميلاد، تقرأ على النحو التالي: 
| « | King of Babylon, true shepherd, chosen by the steadfast heart of مردوخ, exalted governor, beloved of نابو, knowing one, wise one, who pays attention to the ways of the great gods, untiring governor, provider of إيساكيلا and Ezida | » |

اللقب السلوقي: أنطيوخس الأول
أسطوانة أنطيوخس هي آخر نقش ملكي معروف باللغة الأكادية، ويفصلها عن آخر نقش سابق معروف (أسطوانة كورش) 300 عام. في وقت كتابتها، لم تكن الأكادية لغة منطوقة، ومن المرجح أن محتويات الأسطوانة مستوحاة من نقوش ملكية سابقة لملوك آشوريين وبابليين.  حُفظ لقب الملك السلوقي أنطيوخس الأول (حكم من 281 إلى 261 قبل الميلاد) باللغة الأكادية (مُترجم هنا إلى الإنجليزية) في أسطوانة أنطيوخس من بابل، وينص على ما يلي: 
 

### فهرس
- Cohen، Raymond؛ Westbrook، Raymond (1999). Amarna Diplomacy. Johns Hopkins. ISBN:978-0801861994.
- Da Riva، Rocío (2013). The Inscriptions of Nabopolassar, Amel-Marduk and Neriglissar. Walter de Gruyter. ISBN:978-1614515876.
- De Mieroop، Marc Van (2004). A History of the Ancient Near East ca. 3000 - 323 BC (ط. 2nd). Blackwell Publishing. ISBN:978-1405149112.
- Foster، Benjamin R. (2005) [1993]. Before the Muses (ط. 3rd). CDL Press. ISBN:1-883053-76-5.
- Goetze، Albrecht (1964). "The Kassites and near Eastern Chronology". Journal of Cuneiform Studies. ج. 18 ع. 4: 97–101. DOI:10.2307/1359248. JSTOR:1359248. S2CID:163491250. (التسجيل مطلوب)
- Johandi، Andreas (2012). "Mesopotamian Influences on the Old Persian Royal Ideology and the Religion: The Example of Achaemenid Royal Inscriptions". Kvüõa Toimetised. Kaitseväe Ühendatud Õppeasutused ع. 16: 159–179. مؤرشف من الأصل في 2024-01-09. (التسجيل مطلوب)
- Hallo، William W. (1980). "Royal Titles from the Mesopotamian Periphery". Anatolian Studies. ج. 30: 189–195. DOI:10.2307/3642789. JSTOR:3642789. S2CID:163327812. (التسجيل مطلوب)
- Handy، Lowell K. (1994). Among the host of Heaven: the Syro-Palestinian pantheon as bureaucracy. Eisenbrauns. ISBN:978-0931464843. مؤرشف من الأصل في 2024-11-27.
- Hoover، Oliver D. (2009). Handbook of Syrian Coins: Royal and Civic Issues, Fourth to First Centuries BC. [The Handbook of Greek Coinage Series, Volume 9]. Classical Numismatic Group. ISBN:978-0980238747.
- Karlsson، Mattias (2013). Early Neo-Assyrian State Ideology Relations of Power in the Inscriptions and Iconography of Ashurnasirpal II (883–859) and Shalmaneser III (858–824). Institutionen för lingvistik och filologi, Uppsala Universitet. ISBN:978-91-506-2363-5. مؤرشف من الأصل في 2024-06-05.
- Karlsson، Mattias (2016). Relations of Power in Early Neo-Assyrian State Ideology. Walter de Gruyter GmbH & Co KG. ISBN:9781614519683. OCLC:1100967165.
- Karlsson، Mattias (2017). "Assyrian Royal Titulary in Babylonia". S2CID:6128352. {{استشهاد بدورية محكمة}}: الاستشهاد بدورية محكمة يطلب |دورية محكمة= (مساعدة)
- Kosmin، Paul J. (2014). The Land of the Elephant Kings. Harvard University Press. ISBN:9780674728820.
- Levin، Yigal (2002). "Nimrod the Mighty, King of Kish, King of Sumer and Akkad". Vetus Testamentum. ج. 52 ع. 3: 350–366. DOI:10.1163/156853302760197494.
- Liverani، Mario (2013). The Ancient Near East: History, Society and Economy. Routledge. ISBN:978-0415679060.
- Luckenbill، Daniel David (1926). Ancient Records of Assyria and Babylonia Volume 1: Historical Records of Assyria From the Earliest Times to Sargon. University of Chicago Press. مؤرشف من الأصل في 2022-11-29.
- Luckenbill، Daniel David (1927). Ancient Records of Assyria and Babylonia Volume 2: Historical Records of Assyria From Sargon to the End. University of Chicago Press. مؤرشف من الأصل في 2023-03-26.
- Olbrycht، Marek Jan (2009). "Mithridates VI Eupator and Iran". مؤرشف من الأصل في 2019-05-08. {{استشهاد بدورية محكمة}}: الاستشهاد بدورية محكمة يطلب |دورية محكمة= (مساعدة)
- Oshima، Takayoshi M. (2017). "Nebuchadnezzar's Madness (Daniel 4:30): Reminiscence of a Historical Event or a Legend?". مؤرشف من الأصل في 2024-07-20. {{استشهاد بدورية محكمة}}: الاستشهاد بدورية محكمة يطلب |دورية محكمة= (مساعدة) (التسجيل مطلوب)
- Porter، Barbara N. (1994). Images, Power, and Politics: Figurative Aspects of Esarhaddon's Babylonian Policy. American Philosophical Society. ISBN:978-0871692085. مؤرشف من الأصل في 2022-09-20.
- Raaflaub، Kurt A.؛ Talbert، Richard J. A. (2010). Geography and Ethnography: Perceptions of the World in Pre-Modern Societies. John Wiley & Sons. ISBN:978-1405191463. مؤرشف من الأصل في 2024-01-12.
- Radner، Karen (2010). "The stele of Sargon II of Assyria at Kition: A focus for an emerging Cypriot identity?" (PDF). Interkulturalität in der Alten Welt: Vorderasien, Hellas, Ägypten und die vielfältigen Ebenen des Kontakts. Harrassowitz Verlag. ISBN:978-3447061711.  (in English)
- Radner، Karen (2019). "Last Emperor or Crown Prince Forever? Aššur-uballiṭ II of Assyria according to Archival Sources". State Archives of Assyria Studies. ج. 28: 135–142. مؤرشف من الأصل في 2024-12-07.
- Roaf، Michael؛ Zgoll، Annette (2001). "Assyrian Astroglyphs: Lord Aberdeen's Black Stone and the Prisms of Esarhaddon". Zeitschrift für Assyriologie und Vorderasiatische Archäologie. ج. 91 ع. 2: 264–295. DOI:10.1515/zava.2001.91.2.264. S2CID:161673588.
- Saikal، Amin؛ Schnabel، Albrecht (2003). Democratization in the Middle East: Experiences, Struggles, Challenges. United Nations University Press. ISBN:9789280810851.
- Sazonov، Vladimir (2011). Die mittelassyrischen, universalistischen Königstitel und Epitheta Tukultī-Ninurtas I. (1242–1206). Ugarit-Verlag. مؤرشف من الأصل في 2024-07-31.  (in German)
- Shayegan، M. Rahim (2011). Arsacids and Sasanians: Political Ideology in Post-Hellenistic and Late Antique Persia. Cambridge University Press. ISBN:9780521766418. مؤرشف من الأصل في 2024-01-09.
- Soares، Filipe (2017). "The titles 'King of Sumer and Akkad' and 'King of Karduniaš', and the Assyro-Babylonian relationship during the Sargonid Period" (PDF). Rosetta. ج. 19: 20–35. مؤرشف من الأصل (PDF) في 2025-03-13.
- Steinkeller، Piotr (2013). "An archaic "prisoner plaque" from kiš". Revue d'assyriologie et d'archéologie orientale. ج. 107: 131–157. DOI:10.3917/assy.107.0131.
- Stevens، Kahtryn (2014). "The Antiochus Cylinder, Babylonian Scholarship and Seleucid Imperial Ideology" (PDF). The Journal of Hellenic Studies. ج. 134: 66–88. DOI:10.1017/S0075426914000068. JSTOR:43286072. مؤرشف من الأصل (PDF) في 2023-05-05.
- Waerzeggers، Caroline؛ Seire، Maarja (2018). Xerxes and Babylonia: The Cuneiform Evidence (PDF). Peeters Publishers. مؤرشف من الأصل (PDF) في 2020-12-09. اطلع عليه بتاريخ 2019-03-31.